# Griend
Griend est une petite île néerlandaise de la mer des Wadden appartenant aux Îles de la Frise. L'île est située à 12 km au sud-ouest de l'île de Terschelling et n'est plus habitée. Administrativement, Griend fait partie de la  de Terschelling.

## Histoire

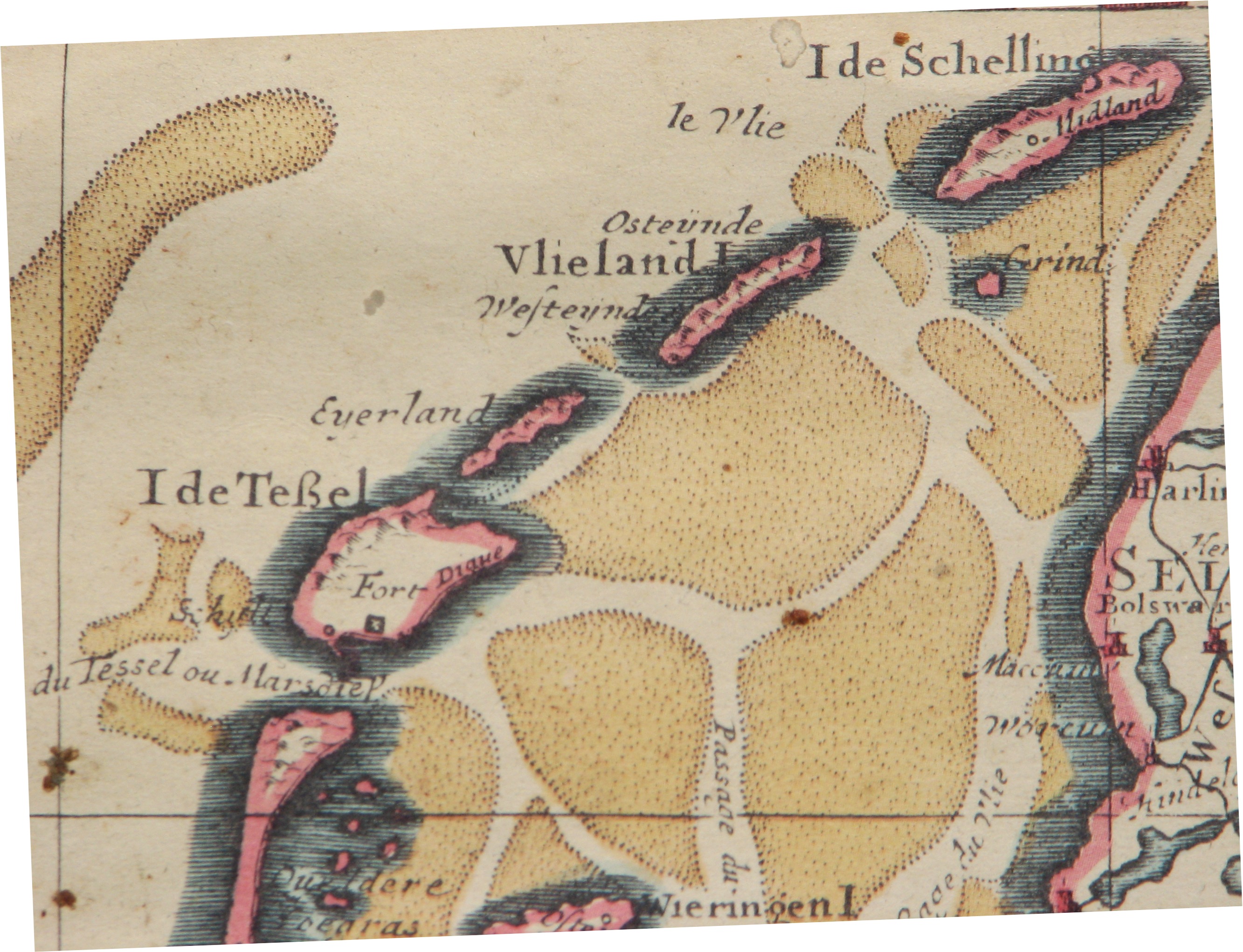
Fragment de carte du géographe Guillaume Delisle, publiée à Amsterdam en 1743 montrant Griend d'après un original français de 1702

Au Moyen Âge, l'île de Griend était habitée. La petite ville de Stedeke Grint ou Gryn (en frison) était ceinte de murs et dotée d'un monastère. Petit à petit à la suite d'une érosion permanente du littoral, l'île se rétrécit. À partir de 1287, la ville disparaît. Jusqu'au XVIIIe siècle, quelques fermiers restent tout de même sur l'île. Leurs fermes se trouvent sur des collines artificielles.
Vers 1800, la superficie de Griend est encore de 25 hectares, mais l'île se déplace vers le sud-est à une vitesse de 7 mètres par an. Elle n'est plus habitée, mais seulement exploitée par les habitants de Terschelling qui y exercent un droit de pacage et de fauchage. Ils ramassent les œufs de mouette et de sterne pour leur consommation.
En 1916 l'association de préservation de la nature Natuurmonumenten acquiert le droit de fauchage et essaie d'éviter le pillage des œufs en surveillant les colonies d'oiseaux. L'érosion de l'île s'est encore accrue depuis la fermeture de l'Afsluitdijk, qui a modifié les courants de la mer des Wadden. L'emplacement actuel de Griend n'est donc plus celui du Moyen Âge, mais s'est déplacé au sud-est.

## Griend aujourd'hui
Aujourd'hui, l'île est inhabitée à l'exception d'une cabine utilisée en été par des ornithologues et biologistes. Griend n'est pas accessible au grand public.
Parce que Griend n'était pas du protégée par des digues, elle aurait pu disparaître. Aussi, certaines mesures ont été prises : 
- au Sud, quelques barrages ont été construits, et vers 1990 l'île fut renforcée,
- au Nord, une petite digue de sable a été érigée.

Depuis l'érosion s'est transformée en accrétion.
En 2004, un projet visant à transformer l'île en zone d'observation pour les amoureux de la nature a été lancé.

## Nature
La plus grande colonie de sternes caugek en Europe occidentale peut être observée sur Griend: chaque année, environ 10 000 couples se reproduisent sur l'île. La sterne pierregarin, sterne arctique, l'eider à duvet, Tadorne de Belon, Huîtrier pie, Chevalier gambette, et occasionnellement le hibou des marais se reproduisent également sur l'île. Pendant la construction de la digue de sable, l'île a été colonisée par les souris. Depuis 2008, Griend est utilisée par les phoques gris comme lieu de reproduction.
Il n'y a pas d'arbres sur Griend. Sur les parties les plus élevées de l'île poussent des graminées comme Leymus arenarius. Dans les parties inférieures poussent, entre autres, la lavande de mer et l'absinthe de mer.
Griend est actuellement géré par la société Natuurmonumenten.

## Source
- (nl) Cet article est partiellement ou en totalité issu de l’article de Wikipédia en néerlandais intitulé « Griend » (voir la liste des auteurs).